# Josef Lhévinne

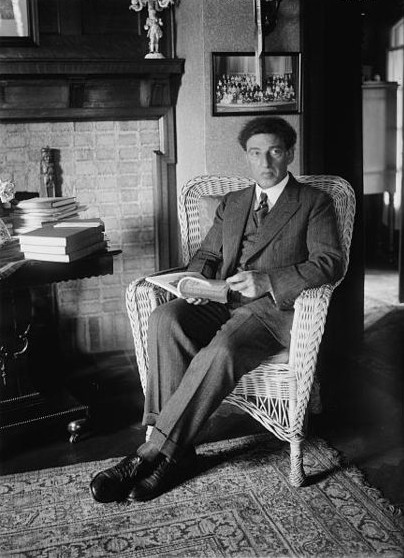
Josef Lhévinne (1923)

Joseph Arkádievich Levin (Oryol, 13 de diciembre de 1874 - 2 de diciembre de 1944), conocido como Josef Lhévinne, fue un pianista y profesor ruso de piano. 
Lhévinne escribió un pequeño libro en 1924 que es considerado un clásico: Basic Principles in Pianoforte Playing.

## Biografía
Lhévinne nació en una familia de músicos y estudió en el Conservatorio Imperial de Moscú con Vasili Safónov. 
Su debut público tuvo lugar a los 14 años con la interpretación del Concierto Emperador de Ludwig van Beethoven bajo la dirección de Anton Rubinstein. Se graduó el primero de una clase en la que estaban, entre otros, Serguéi Rajmáninov y Aleksandr Skriabin, consiguiendo la Medalla de Oro para piano en 1892.
En 1898 se casó con su alumna particular Rosina Bessie, asimismo discípula de Vasili Safónov y ganadora de la Medalla de Oro para piano en su año (futura profesora de Van Cliburn). Los dos empezaron juntos a dar conciertos, práctica que duró hasta su muerte. 
Apremiados por el antisemitismo y las turbulencias políticas de la época, se trasladaron a Berlín en 1907, donde Lhévinne se ganó reputación como uno de los principales virtuosos y profesores del momento. 
Atrapados allí como extranjeros enemigos al comienzo de la Primera Guerra Mundial, habiendo perdido el dinero que habían conseguido salvar en los bancos rusos durante la Revolución de Octubre de 1917, e incapaces de dar conciertos por la guerra, el matrimonio pasó años complicados a los que pudieron sobrevivir gracias a los ingresos que recibían de un puñado de estudiantes.
Cuando pudieron abandonar Alemania, se marcharon en 1919 a Nueva York, donde Lhévinne continuó su carrera concertística y enseñó piano en la Escuela Juilliard. Considerado como uno de los mayores técnicos de su tiempo por la mayoría de sus famosos contemporáneos (incluso Vladimir Horowitz admiró su gran maestría pianística), nunca alcanzó un nivel de éxito similar respecto del público, principalmente debido a su preferencia personal por la enseñanza por encima de la interpretación. 
Falleció de un ataque al corazón en 1944.

## Grabaciones
Algunas de sus grabaciones legendarias son las de los Estudios Op. 25, 6 y 11 de Chopin y del arreglo de Schulz-Evler del vals El Danubio azul de Johann Strauss II. 
Su rollo de piano de Papillons, Op. 2, de Schumann está considerado como una de las interpretaciones definitivas de la obra. 
Lhévinne hizo varios rollos de piano en los años veinte para Ampico, algunos de los cuales fueron grabados y realizados para el sello Argo en 1966. 
También grabó en tres ocasiones con el piano Welte-Mignon.

## Literatura
- Basic Principles in Pianoforte Playing (1972), Dover Publications, New York, ISBN 0-486-22820-7 (Repr. d. Ausg. Philadelphia, Penn. 1924)